# Déclin de l'Empire romain d'Occident

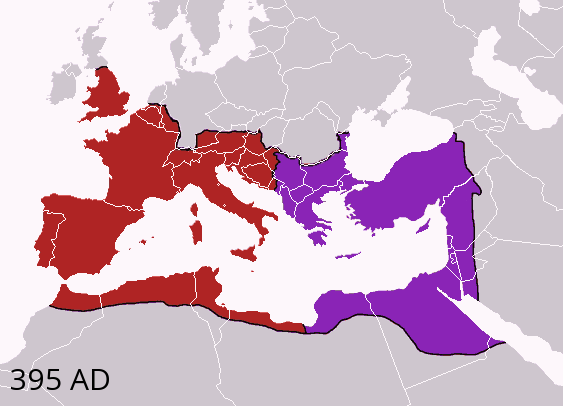
Carte des Empires romains d'Orient et d'Occident à la mort en 395 de Théodose Ier, dernier empereur de l'Empire unifié

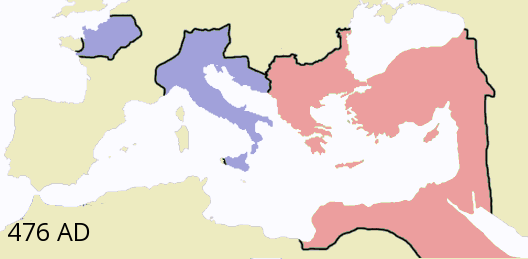
Carte des Empires romains d'Orient et d'Occident en 476, à comparer à la précédente : la chute de l'Occident est perceptible, les Grandes invasions ont ravagé l'Ouest de l'Empire plus que Constantinople. La portion de Gaule romaine, séparée de l'ensemble, est devenu le domaine gallo-romain dirigé par une autorité sur laquelle Rome n'influe plus. La Maurétanie et la Numidie restent encore non conquises par le royaume vandale ; des soulèvements maures s'y dérouleront plus tard.

Le déclin de l'Empire romain d'Occident, ou la chute de l'Empire romain, se rapporte aux causes profondes et aux événements qui aboutirent à l'effondrement de l'Empire romain d'Occident. Le 4 septembre 476, date de l'abdication de Romulus Augustule, dernier  empereur de  l'Empire romain d'Occident, est en général retenu comme marquant la fin de cette période.
Cette thématique a connu une large diffusion à la fin du XVIIIe siècle avec la parution du fameux ouvrage d'Edward Gibbon : Histoire de la décadence et de la chute de l'Empire romain. Cependant, Gibbon n'a été ni le premier ni le dernier à étudier les raisons qui ont conduit à la disparition de l'Empire romain, Montesquieu lui ayant consacré par exemple dès 1734 un ouvrage, Considérations sur les causes de la grandeur des Romains et de leur décadence, où il dénombrait 19 facteurs de sa décadence. Ce thème est resté présent depuis lors dans l'inconscient collectif et le discours politique et a donné lieu à une recherche historique qui est toujours active : en 1984, par exemple, le professeur allemand Alexander Demandt a recensé plus de 210 théories sur les causes de la chute de l'Empire romain.
Les raisons du déclin de l'Empire romain font donc l'objet d'un certain nombre de théories controversées, la plupart des historiens remettant même aujourd'hui en question la notion de « chute », de « déclin », ou la date de 476, qui a d'ailleurs bien moins marqué les contemporains que celle du sac de Rome par Alaric en 410. Le caractère succinct des témoignages sur cette époque troublée explique en partie le grand nombre de théories développées, qui découle aussi de la variété des points de vue adoptés par les auteurs qui en ont traité.

## Théories
Les principales théories sont regroupées ci-dessous en fonction du sens que leur auteur donne aux termes de déclin ou de fin de l'Empire romain.

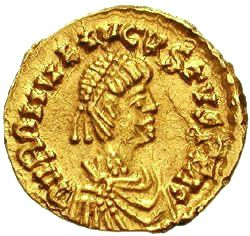
Romulus Augustule, le dernier des Empereurs romains d'Occident.

### Théories de «l'empire décadent»
Généralement, ces théories soutiennent que l'Empire romain aurait survécu indéfiniment si une combinaison de circonstances ne l'avait pas conduit à sa chute prématurée. Quelques historiens de ce groupe croient que Rome la « porta sur elle-même » et qu'elle assura son propre déclin par des politiques abusives et la dégradation de sa réputation.

#### Végèce
Au début du Ve siècle, l'historien romain Végèce  formule une théorie selon laquelle l'Empire romain décline à cause de son contact croissant avec les barbares, entraînant une « barbarisation » qu'il perçoit comme moteur de dégradation. La léthargie, la complaisance et la mauvaise discipline qui affectent les légions font apparaître la chute de l'Empire comme un phénomène d'origine essentiellement militaire. L'Empire chrétien dépend désormais essentiellement des « barbares » pour assurer la défense de son vaste territoire, ce qui entraîne sa chute prématurée.

#### Gibbon

Carte géographique animée montrant la naissance, l'apogée et le déclin territorial de l'Empire romain entre -510 et 530.

Edward Gibbon, historien anglais, considère que l’introduction, ou au moins l’abus du christianisme, a eu une influence sur le déclin et sur la chute de l’empire des Romains. Les violences des factions religieuses rompirent tous les liens de la société civile. Les sectes chrétiennes persécutées devinrent ennemies de leur patrie. L’attention des empereurs abandonna les camps pour s’occuper des synodes. Une grande partie des richesses du public étaient absorbée par la vie monastique. Les vertus actives qui soutiennent la société étaient découragées, et les derniers débris de l’esprit militaire s’ensevelissaient dans les cloîtres. Ainsi, selon Gibbon, "la conversion de Constantin précipita la chute de l'empire".
La christianisation de l'Empire n'a été possible qu'à la suite d'évolutions démographiques et culturelles qui l'ont précédé. Gibbon dit à ce sujet :

« Les trente-cinq tribus du peuple romain, composées de guerriers, de magistrats et de législateurs, avaient entièrement disparu dans la masse commune du genre humain : elles étaient confondues avec des millions d'habitants des provinces, et qui avaient reçu le nom de Romains, sans adopter le génie de cette nation si célèbre. La liberté n’était plus le partage que de ces troupes mercenaires, levées parmi les sujets et les barbares des frontières, qui souvent abusaient de leur indépendance. Leurs choix tumultuaires avaient élevé sur le trône de Rome un Syrien, un Goth, un Arabe, et les avaient investis du pouvoir de gouverner despotiquement les conquêtes et la patrie des Scipions. »

« Une longue suite d’oppressions avait épuisé et découragé l’industrie du peuple. La discipline militaire, qui seule, après l’extinction de toute autre vertu, aurait été capable de soutenir l’état, était corrompue par l’ambition, ou relâchée par la faiblesse des empereurs. La force des frontières, qui avait toujours consisté dans les armes plutôt que dans les fortifications, se minait insensiblement, et les plus belles provinces de l’empire étaient exposées aux ravages, et allaient bientôt devenir la proie des Barbares, qui ne tardèrent pas à s’apercevoir de la décadence de la grandeur romaine. »

Le travail de Gibbon est remarquable pour ses notes et ses recherches, erratiques mais exhaustivement documentées.

#### Renan
Selon Ernest Renan, Jésus est le « destructeur » de l'empire romain. Jésus fut avec l’invasion des Germains, la cause de dissolution la plus active pour l’œuvre des Césars. Un germe fatal de théocratie a été introduit dans le monde. Du point de vue militaire et patriotique, le christianisme détruisit le monde ancien. Le grand affaiblissement qui se remarque dans l’armée romaine a sa cause dans le christianisme. Les chrétiens désiraient, au fond, que tout allât pour le plus mal. Loin de faire cause commune avec les bons citoyens et de chercher à conjurer les dangers de la patrie, les chrétiens en triomphaient. Selon Renan, le christianisme fut aussi une immense révolution économique qui tua la richesse[pas clair]. L’église et le monastère furent seuls riches.

#### Richta
[Interprétation personnelle ?]
Radovan Richta (1924-1983), philosophe tchèque, soutient que la technologie est le ressort de l'histoire. Il défend l'idée que c'est l'utilisation du fer à cheval par les tribus barbares à partir des années 200 qui a modifié l'équilibre militaire de la Pax Romana.
Cette thèse a pour faiblesse d'ignorer certains atouts militaires des Romains, notamment une réelle capacité d'adaptation à la technologie de l'adversaire. Par exemple, Rome n'avait pas de flotte au début de sa confrontation avec Carthage, alors grande puissance maritime. En quelques générations, Rome se dota d'une flotte et battit Carthage. Les prouesses tactiques de l'infanterie romaine pour contrer les initiatives adverses sont également célèbres, notamment celles qui permirent de confondre les charges d'éléphants d'Hannibal. Cette théorie méconnaît également des épisodes comme le service massif, dans l'armée romaine, de cavaliers teutons issus de peuples fédérés, les foederati (la plus grande partie des barbares combattus du IIIe au VIe siècle étaient par ailleurs des fantassins). Aussi, la thèse de Richta, faisant de l'innovation technique le moteur interne de l'histoire, s'efforçant d'en discerner les effets d'une société à l'autre, écarte volontairement certains paramètres contingents comme l'apparition du christianisme et la profonde transformation des mœurs dans la Rome des derniers siècles.

#### Bryan Ward-Perkins
Le livre de Bryan Ward-Perkins La Chute de Rome et la Fin de la Civilisation (2005, traduction française en 2014) regroupe et nuance des arguments classiques : la « mort » de l'Empire serait due à un cercle vicieux d'instabilité politique, d'invasion étrangère et de baisse du revenu des taxes. Les invasions causèrent essentiellement des dommages à long terme aux bases fiscales des provinces, amoindrissant la capacité de l'Empire à payer et équiper ses soldats, avec des résultats prévisibles. De même, des invasions répétées encourageaient les provinces à utiliser la rébellion comme moyen d'autodéfense, en complément des ressources impériales qui s'étaient réduites. S'opposant aux historiens qui refusent de parler de « chute » et ne voient pas nécessairement le déclin de Rome comme une « mauvaise chose » pour les contemporains, Ward-Perkins se fonde sur les rapports archéologiques pour soutenir, à différentes reprises, que la chute fut un véritable désastre pour l'ancien Empire.
Plus que celles de Bury et d'Heather, la théorie de Ward-Perkins identifie une série d'événements cycliques qui viennent concourir au déclin définitif. La principale différence entre son travail et celui de Bury est que, comme Heather, il a eu accès aux rapports archéologiques renforçant l'idée que la chute fut un désastre pour des millions de gens.
L'apport de Ward-Perkins réside notamment dans le fait qu'il regroupe toute une série de marqueurs convergeant de la chute de l'activité économique tels : 
- la teneur en métaux (plomb, cuivre, etc..), renseignant le niveau de production sidérurgique, qui est visible dans les carottes de glace du Groenland durant la période romaine : après la chute de l'empire, ce niveau de pollution ne sera retrouvé qu'aux XVIe et XVIIe siècles,
- la production de poteries standardisées de qualité (analyse des strates du Monte Testacio), en chute.
- la disparition des arts de la construction d'abord sur la périphérie de l'Empire, puis en son centre, l'arrêt de la construction de villas romaines, l'incapacité à bâtir des édifices importants même pour les principaux acteurs politiques ou religieux. L'auteur note qu'il fallut attendre le XIVe siècle pour que les tuiles puissent être produites (ateliers) et fournies (transport) de manière comparable.
- la circulation monétaire, les fouilles documentent la diminution de cette circulation : nombre et qualité des pièces retrouvées, fin de la petite monnaie de cuivre. Ceci incite à souscrire à la diminution des échanges lointains et proches, au retour au troc et au repli sur le local.
- la diminution de la taille des animaux d'élevage retrouvés lors des fouilles : bovins, équidés, etc. La taille est corrélée à la variété et la qualité de l'alimentation ainsi qu'à la sélection (identification des meilleurs spécimens, croisement des animaux, apport de variétés lointaines).

#### J. B. Bury
L'Histoire de l'Empire romain tardif (1923) fournit un ensemble d'arguments expliquant la chute de l'Empire occidental. L'ouvrage démystifie la théorie classique du « Christianisme contre les païens » en insistant sur le succès relatif de l'Empire de l'Est, qui était de loin plus chrétien. Sans insulter Gibbon, il trouve trop simpliste sa « théorie du déclin moral », qui apporte difficilement une réponse partielle. Il présente essentiellement ce qu'il appelle la « théorie moderne », qu'il approuve implicitement, une combinaison de facteurs :
- « La suprématie de Stilicon était due au fait que la défense de l'Empire en était venue à dépendre de l'enrôlement des barbares, en grand nombre, dans l'armée, et qu'il était nécessaire de leur rendre le service attractif par la perspective du pouvoir et de l'opulence vers la fin du IVe siècle. C'était, bien sûr, une conséquence du déclin de l'esprit militaire et de la dépopulation, dans les anciennes contrées méditerranéennes civilisées. Les Germains étaient utiles aux postes de commandement, mais les dangers de cette politique sont clairement apparus dans les cas des Mérobaudes et des Arbogastes. Or cette politique ne devait pas nécessairement conduire au démembrement de l'Empire : sans toute une série de hasards, les provinces occidentales auraient été converties, en leur temps et à leur manière, en royaumes germaniques. On peut dire qu'une pénétration germanique de l'Europe occidentale était inéluctable. Mais cela aurait pu se passer autrement, plus tard, plus graduellement, et avec moins de violence. En résumé, selon cette argumentation, la perte de ces provinces romaines au Ve siècle n'était pas un « inévitable effet de l'une de ces caractéristiques qui ont été à tort ou à raison décrites comme des causes ou des conséquences de son « déclin » général ».

En particulier, le fait que Rome ne pouvait compter que sur l'aide des barbares pour ses guerres (gentium barbararum auxilio indigemus) peut certes être tenu comme l'une des causes de son déclin, mais cette faiblesse n'aurait pas été aussi fatale sans la séquence des éléments énumérés ci-dessus (voir J. B. Bury, History of the Later Roman Empire).
En résumé, Bury soutenait que la crise eut plusieurs causes simultanées : déclin économique, expansion germanique, dépopulation de l'Italie, dépendance reposant sur les foederati germains pour l'armée, la trahison désastreuse de Stilicon (bien que Bury le croyait inconnu), la perte de la vertu martiale, le meurtre d'Aetius et le manque d'un nouveau meneur pour le remplacer : une série d'infortunes qui, combinées, devaient se révéler catastrophiques.
Bury juge l'ouvrage de Gibbon stupéfiant en termes de recherche et de détails. Ses principales divergences avec Gibbon tiennent plus à son interprétation des faits qu'à un débat sur les données. Il montre clairement que les conclusions de Gibbon sur la « déchéance morale » peuvent être conservées mais doivent être complétées. Il pense que Gibbon utilise des faits exacts mais en fait une mauvaise interprétation, avec cet argument : « la chute graduelle de la puissance romaine… fut la conséquence d'une série d'événements aléatoires. Des causes générales ne peuvent la rendre inévitable ».
Selon cette théorie, le déclin et la chute finale de Rome n'étaient pas inévitables : ce drame fut l'aboutissement d'une convergence d'événements contingents, dont chacun pris isolément pouvait être surmonté.

#### Heather
Peter Heather offre une théorie différente du déclin de l'Empire romain dans son ouvrage La Chute de l'Empire romain (2005). Il maintient que le système impérial romain, avec ses transitions impériales parfois violentes et malgré un système de communication problématique, était assez bien organisé durant les Ier, IIe, et une partie du IIIe siècle. Selon Heather, la première trace réelle de troubles a été l'émergence en Iran de l'Empire perse sassanide (226-651). Heather écrit :

« Les Sassanides étaient suffisamment puissants et soudés pour repousser les légions romaines hors de l'Euphrate, d'une grande part de l'Arménie et de la Turquie du sud-est. Beaucoup de lecteurs modernes ont tendance à penser aux « Huns » comme à des ennemis imbattables de l'Empire romain, alors que pour toute la période objet du débat, c'étaient les Perses qui retenaient l'attention de Rome et de Constantinople. En effet, 20 à 25 % de la puissance militaire de l'armée romaine était mobilisée face à la menace perse à la fin du IIIe siècle et les Empereurs orientaux y consacraient 40 % de leurs forces. »

Heather continue d'exposer l'idée, comme Gibbon et Bury, qu'il a fallu à l'Empire romain environ un demi-siècle pour faire face à la menace sassanide grâce à un effort fiscal sans précédent qui a permis de reconstituer la puissance militaire. L'expansion résultante des forces militaires dans l'Est central a finalement été couverte de succès en stabilisant les frontières avec les Sassanides, mais la réduction de la rente réelle dans les provinces de l'Empire a conduit à deux tendances, qui ont eu un impact à long terme extrêmement négatif. Premièrement, la motivation des fonctionnaires locaux à consacrer leur temps et leurs budgets au développement d'infrastructures a disparu. Les bâtiments publics du IVe siècle ont eu tendance à être beaucoup plus modestes et payés par les budgets centraux à cause de la baisse des taxes régionales. Ensuite, Heather estime que « les propriétaires terriens literati ont détourné leur attention là où l'argent était... loin des politiques provinciales et locales, chez les bureaucrates impériaux ».
Heather soutient ensuite qu'après le IVe siècle, les invasions germaniques, les Huns, Stilicon, le meurtre d'Aetius, ont tous conduit à la chute finale. L'occupation de l'Afrique par les Vandales a été fondamentale, car elle a privé l'empire de son grenier à blé et de nombreuses ressources fiscales. L'échec de la reconquête de ces territoires en 468 (bataille du cap Bon) fut une étape décisive dans la chute de l'empire d'occident. Cette théorie est en même temps moderne et pertinente en ce qu'Heather conteste l'affirmation de Gibbon que la chrétienté et la déchéance morale ont conduit au déclin, et elle place son origine concrète sur les facteurs militaires extérieurs, en commençant par les Grands Sassanides. Comme Bury, Heather ne croit pas que la chute était inévitable, mais il pense plutôt que c'est une série d'événements évitables s'ils s'étaient produits isolément qui, ensemble, ont anéanti l'Empire. Il diffère de Bury, toutefois, en plaçant le début de ces drames beaucoup plus tôt dans l'histoire de l'Empire, au moment de l'ascension des Sassanides.
Sa théorie est extrêmement importante parce qu'elle bénéficie à la fois des trouvailles archéologiques modernes, des données du temps et du climat et d'autres informations dont ne disposaient pas les historiens antérieurs.

### Théories «de l'effondrement budgétaire»
En contraste avec les théories de l'« empire décadent », des historiens comme Arnold Toynbee et James Burke (en) affirment que l'Empire romain était un système en soi corrompu dès le début, et que ses institutions furent en déclin dès le commencement de l'ère impériale. Selon eux, l'Empire n'aurait jamais pu tenir. Les Romains n'avaient pas de système budgétaire. L'Empire reposait sur le butin des territoires conquis (cette source de revenus expirant, bien sûr, avec la fin de l'expansion du territoire romain) et exemptait une élite de taxes, ce qui conduisit des paysans avec peu de terres à une grande pauvreté[pas clair] (et sur l'aumône qui requérait encore plus d'exactions sur ceux qui ne pouvaient échapper aux taxes). Entretemps, les coûts de la défense militaire et du faste des empereurs continuèrent. Les besoins financiers continuaient à s'amplifier, mais les moyens pour y répondre s'érodaient progressivement. De façon assez similaire, Joseph Tainter estime que la chute de l'Empire fut causée par des bénéfices sur l'investissement décroissants avec la complexité, une limitation à laquelle les sociétés les plus complexes finissent par être soumises.

### Théorie épidémie et climat de Kyle Harper
Publié en français en 2019, le livre Comment l’Empire romain s’est effondré : le climat, les maladies et la chute de Rome met en exergue la place des épidémies (peste antonine, peste de Cyprien, puis de Justinien) et du petit âge glaciaire de l'Antiquité tardive dans la chute de la population et la désorganisation de l'empire. De nombreux travaux archéologiques ont confirmé le sérieux de cette théorie,. L’empereur romain d’orient, Justinien, en 535 se lance dans la reconquête de l’empire romain d’occident. En quelques mois il reconquit l’Afrique du Nord. En 536, ses légions remontent vers Rome en passant par la Sicile. La reconquête s’annonce sûre mais au printemps elle est stoppée nette par un cataclysme inattendu, l'événement climatique de 535-536 : le ciel se couvre d’un immense nuage sombre, le soleil ne brille plus durant plus d’un an, sa luminosité est similaire à celle de la lune. Les scientifiques ont découvert récemment que l’origine de ce nuage gigantesque qui fit baisser la température dans tout le bassin méditerranéen était l’éruption d’un volcan en Islande. Ce nuage recouvrit une grande partie de l’Europe provoquant une sorte de petite «fin du monde». C'est ainsi que cessa la reconquête de Justinien,.
Toutefois le parallèle fait avec la peste noire de 1348 ainsi que le Petit âge glaciaire débutant au XIVe siècle, que les sociétés européennes parviendront à absorber, tend à montrer que les catastrophes ne sont fatales que pour des structures déjà affaiblies :  
- tant par de profonds dysfonctionnements antérieurs (corruption généralisée, rivalités conflictuelles, problématique de l'esclavage)

- que par les limites de leur dynamique (coût croissant du Limes, arrêt de l'extension de l'empire entouré de territoires très différents de la zone méditerranéenne : au Sud avec le désert saharien, au Nord avec les forêts et les steppes tandis que les empires de l'Est s'avèrent trop éloignés et mouvants pour être conquis efficacement).

### Théories «il n'y a pas eu de fin»
Depuis plusieurs dizaines d'années, de nombreux historiens s'accordent pour rejeter le terme « chute » (qu'ils peuvent parfois différencier du « déclin »). Ils notent que le transfert du pouvoir d'une bureaucratie centrale impériale à des autorités plus locales est à la fois progressif et presque imperceptible par le citoyen moyen.

#### Pirenne
Henri Pirenne publia en 1920 la « Thèse de Pirenne », qui reste encore influente. Elle soutient que l'Empire continua d'exister, dans une forme quelconque, jusqu'au temps des conquêtes arabes au VIIe siècle, qui perturbèrent les routes du commerce méditerranéen, menant à un déclin de l'économie européenne. Cette théorie présente l'ascension du Royaume franc en Europe comme une suite de l'Empire romain et légitime le couronnement de Charlemagne, premier empereur d'Occident depuis Romulus Augustule, comme une continuation de l'État impérial romain.
Quelques historiens modernes, comme Michael Grant, souscrivent à cette théorie, au moins en partie. Grant considère la victoire de Charles Martel à la bataille de Poitiers, arrêtant l'ère de la conquête islamique et sauvant l'Europe, comme un événement macro-historique dans l'histoire de Rome.
Toutefois, quelques critiques considèrent erronée la « Thèse de Pirenne » admettant l'Empire carolingien comme continuation de l'État romain.

#### «Antiquité tardive»
Les historiens de l'Antiquité tardive, terme inventé par Peter Brown, contestent l'idée même de chute de l'Empire romain. Ils y voient une « transformation » progressive, constatant une continuité entre le monde classique et le monde médiéval, notamment sur le plan de la culture. Ainsi, il y aurait eu une modification graduelle sans rupture claire en dépit de l'épisode de Romulus Augustule et du sac de 410.
Malgré son titre, La Chute de l'Empire romain (2005) de Peter Heather offre une interprétation similaire, celle d'une évolution logique du pouvoir central romain vers des pouvoirs locaux, représentés par les royaumes dits « barbares » romanisés poussés par deux siècles de contacts (et de conflits) avec des tribus germaniques, les Huns, et les Perses.
Toutefois, à la différence de Brown, Heather identifie le rôle des Barbares comme le facteur principal. Il pense que sans leurs interventions, l'Empire romain d'Occident aurait persisté, sous une forme peut-être différente. La théorie de Heather possède un autre point commun avec celle de Bury, celui d'affirmer que le déclin n'était pas inévitable et qu'il fut la conséquence d'une série d'événements ayant ensemble contribué à la chute de l'Empire.

## Historiographie romaine
Du point de vue de l'historiographie latine, la principale question dont les historiens s'occupaient en analysant toutes les théories est l'existence prolongée de l'Empire romain d'Orient, qui dura encore mille ans après la chute de l'Empire romain d'Occident. Par exemple, Gibbon implique la chrétienté dans la chute de l'Empire occidental et ne considérait pas l'Empire oriental comme un grand succès. De plus, les changements environnementaux ou climatiques ont eu un impact aussi bien sur l'Occident que sur l'Orient, mais l'Orient n'est pas « tombé ».
Dans l'ouvrage Banque et banquiers de Babylone à Wall Street, Alfred Colling attribue le déclin progressif de Rome à l'interdiction par les évêques de cette ville du prêt à intérêt, qui aurait paralysé la vie économique occidentale et précipité le déclin, alors que Constantinople ne fut pas soumise à cette interdiction.
Les théories reflètent souvent les préoccupations de l'époque dans laquelle elles sont élaborées.
Les critiques de Gibbon sur la chrétienté traduisent les valeurs du Siècle des Lumières ; ses idées sur le déclin de la vigueur martiale auraient pu être interprétées par certains comme un avertissement au grandissant Empire britannique. Au XIXe siècle, les théoriciens socialistes et antisocialistes tendaient à blâmer la décadence et d'autres problèmes politiques.
Ces dernières années, les facteurs environnementaux ont été plus particulièrement étudiés, notamment les phénomènes de déforestation et d'érosion. Les analyses historiques intègrent notamment la paléoclimatologie et prennent en compte le changement de climat qui se produit au IIIe siècle, entraînant des sécheresses prolongées ainsi que des épidémies de peste bubonique, ou de malaria.
Ramsay MacMullen suggère en 1980 que la décadence de l'Empire était due à la corruption politique. Les théories de la transformation sans fin distincte doivent beaucoup à la pensée postmoderne, qui rejette les concepts de la périodisation.
De tout temps on a cherché à identifier les maux dont Rome pouvait être affligée, comme Juvénal au début du IIe siècle, en plein apogée romain, qui critiquait déjà la passion du peuple pour le « pain et les jeux » (panem et circenses) et les dirigeants qui ne cherchaient qu'à assouvir ces obsessions.
Une des principales raisons du nombre de ces théories est le manque notable d'une évidence de survie[pas clair] entre le IVe et le Ve siècle. Par exemple, il y a si peu de données économiques qu'il est difficile de parvenir à généraliser sur les conditions économiques de l'époque. Ainsi, les historiens ont rapidement dû s'écarter des témoignages et commentaires disponibles fondés sur la manière dont les choses ont fonctionné, sur un témoignage d'une période antérieure ou postérieure ou simplement sur l'induction.

## Effondrement du système financier
Au Ve siècle, le système financier marche mal dans l’Empire romain d'Occident. Mines, poissons d'eau douce, sols et forêts sont des ressources en déclin, mais les dépenses croissantes, notamment pour les guerres et la protection des frontières, ont ruiné de nombreux contribuables. Lors du Bas-Empire, la généralisation de l’étatisme s'est accompagnée de dépenses publiques en hausse continuelle. La pression fiscale exercée sur les propriétaires entraîne la diminution du rendement des petits domaines et la désertion de leurs terres par les petits propriétaires, qui se placent sous la protection d’un riche terrien ou rejoignent les bandes de Bagaudes.
L’État confie la perception aux administrations municipales (curies) qui, pour faire rentrer l’impôt, procèdent avec une impitoyable dureté. Les contribuables qui ne paient pas sont jetés en prison, frappés de verges, vendus comme esclaves ou condamnés à mort (sous Valentinien Ier). On confisque aussi leurs biens.
Devant l’échec des curiales à faire rentrer l’impôt, l’État se retourne contre eux. Constantin, par une loi du 7 octobre 325 et une circulaire du 24 octobre 326, a attaché définitivement les membres des curiales à leurs fonctions administratives et financières. Ils cherchent à fuir les responsabilités des fonctions municipales, se cachent et se réfugient au « désert » (dans les forêts ou zones inhabitées), dans l’armée, l’administration ou l’Église. Le pouvoir central, pour les maintenir à leur poste, leur fait la chasse et interdit aux curiales d’entrer dans l’armée ou dans l’administration, de se faire tabellions, fabricants d’armes, avocats, de se retirer à la campagne sous peine de confiscation de leurs biens ruraux, perquisitionne les couvents où ils se sont réfugiés. Leurs biens sont saisis et affectés en garantie à l’entrée normale des impôts.
L’État cherche à augmenter l’effectif des curiales en recrutant tous ceux qui possèdent le cens requis par la loi, ceux qui ont recueilli des biens provenant de curiales (héritage, legs, fidéicommis, donations), ceux qui exerçant certaines professions semblent qualifiés pour les fonctions de curiales et ceux qui ont quitté leur cité d’origine pour en éluder les charges et certaines catégories de condamnés, comme les fils de soldats qui se mutilent pour échapper au service militaire.
Il faut ajouter que la partie orientale de l'empire est bien plus riche que l'occidentale. Dès la scission de l'empire en 395, l'Occident se retrouve face à des difficultés financières, notamment pour financer sa défense. La pression fiscale alors exercée renforce l'instabilité politique et fragilise encore plus l'Empire. L'empire d'Orient, qui ne connaît jamais ces difficultés, lui survit.

## Documentaire
- 2022 : Qui a tué l'Empire romain ? réalisé par Frédéric Wilner[16].